# トライアンフ・ボンネビルT100
ボンネビルT100（Bonneville T100）は、イギリス レスターシャー ヒンクリーでトライアンフ・モーターサイクルが設計・製造したオートバイ。

## 開発

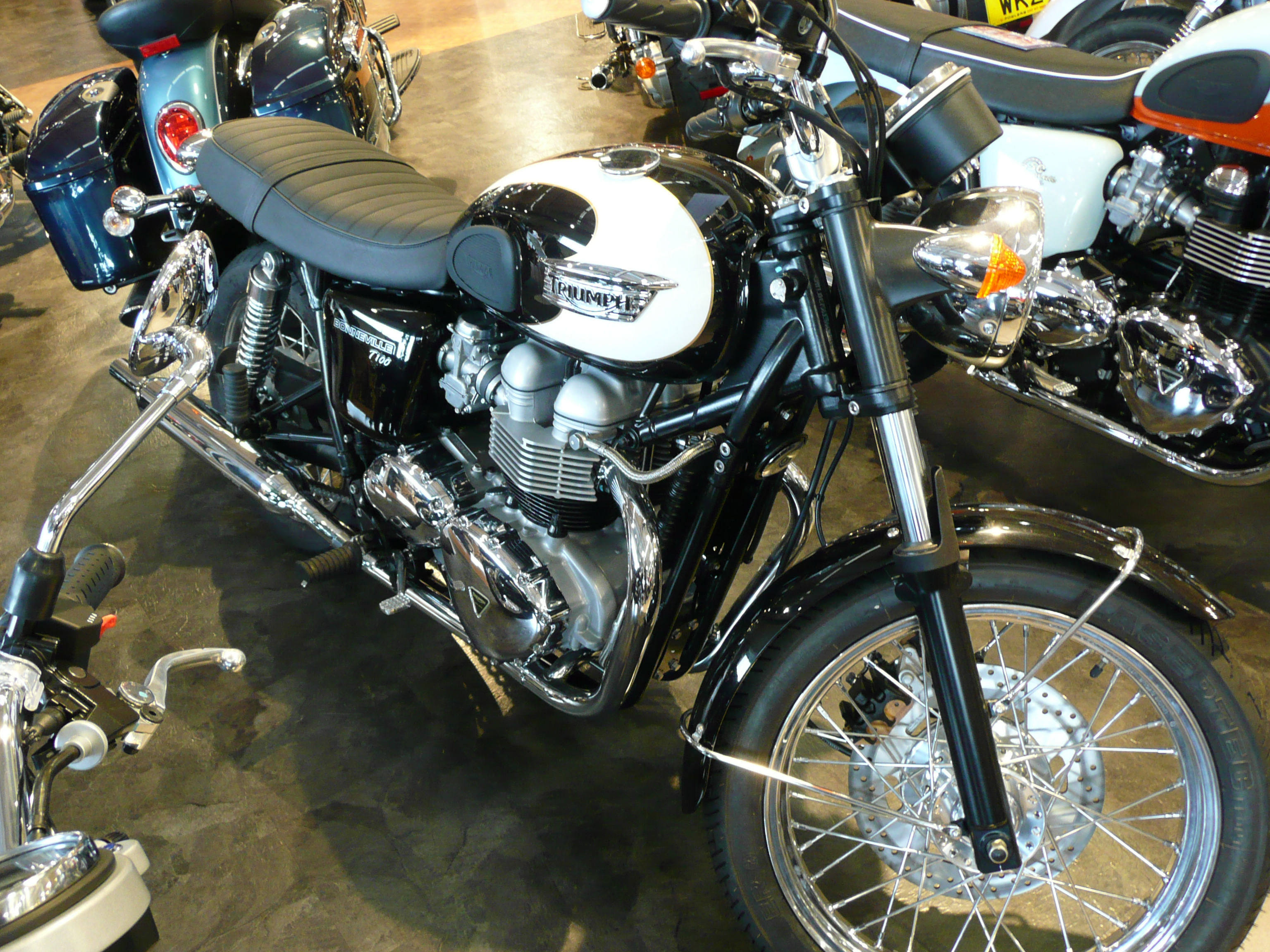
トライアンフ・ボンネビルT100（2008年）

トライアンフは2000年のミュンヘン・モーターサイクルショーで790 cc (48 cu in) 360°クランクのパラレルツインエンジンを搭載したボンネビル790を15年ぶりの新しいボンネビルとして公開した。ジョン・モケットとデヴィッド・ストライドがデザインを担当したT100ボンネビルは、当初は790ccエンジンでスタートし、2004年にスラクストンを、2007年以降は全てのバリエーションを865ccに拡大した。
T100という型番は、1959年から1970年代なかばにかけてトライアンフが製造したモデルに由来し、トライアンフの「モダンクラッシク」シリーズの一部として販売されている。エンジンには電熱機能付きのツインキャブレターが装備されている。トライアンフは2007年に導入された排出ガス規制に対応するために、点火プラグの近くにエアインジェクションユニットを追加した。
2008年モデルでは、T100は（ボンネビルベースの全モデルと同様に）新しいEuro 3排出ガス規制に対応するために燃料噴射装置が搭載された。燃料噴射システムは、キャブレター式エンジンよりも排気ガスをクリーンにするだけではなく、冷間時の始動を容易にした。レトロな外観を維持するために、燃料噴射装置はキャブレターを模したスロットルボディの裏に隠されている。

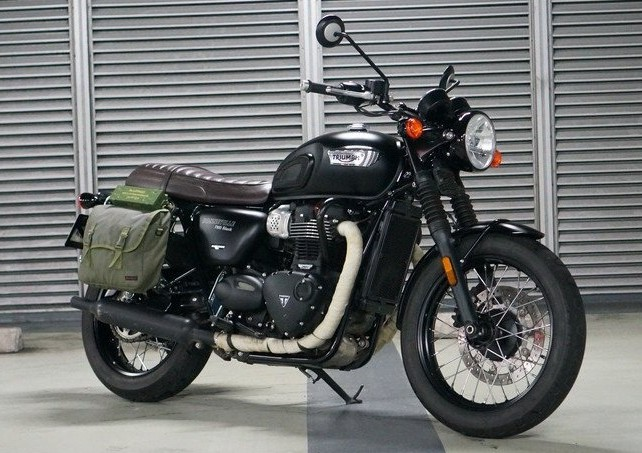
水冷のトライアンフ・ボンネビルT100ブラック（2017年）

2017年には、排気量の900ccへの拡大、水冷システムやトラクションコントロールの追加、360°クランクから270°クランクへの変更などの多くのアップデートがT100シリーズに加えられた。

## トライアンフ100thアニバーサリー・リミテッドエディション
2002年はトライアンフ・モーターサイクルの100周年であり（1902年にトライアンフが設立された）、この特別なイベントに向けてトライアンフはルシファー・オレンジとシルバーの塗装の100周年記念のボンネビルT100を限定生産することを計画した。しかしながら、2002年3月15日に記念式典の準備をしていた最中に主力工場が火災で失われ、ほとんどの生産能力を喪失した。数台の100周年T100が2002年3月の火災の前に製造されており、非常に希少なものとなった。火災のダメージから回復した工場で生産が再開されたのは2002年9月以降（2003年モデルの生産年に入ってから）だったので、残りの100周年T100は実質的に2003年モデルとして製造された。2002年モデルと2003年モデルとしての生産数を合わせても、初年度のモダンT100はわずかな台数しか製造されなかった。正確な台数は公表されていないが、工場は合計500台の限定生産を宣伝していた。

## ポール・スミス・シグネチャーシリーズ
2006年、ファッションデザイナーのポール・スミスが自らシグネチャーシリーズをデザインした。9台のトライアンフ・ボンネビルT100が、特別な塗装でカスタマイズされ、ポール・スミスのデザイナーショップで展示およびプロモーション用に使用された。これらはポール・スミスのショップでのみ販売されたが、オリジナルデザインのうち「マルチユニオン」と「リブ・ファスト」の2種類は、それぞれ50台ずつ限定生産された。各バイクには個別のシリアルナンバーが付けられ、ポール・スミスとジョン・ブロアの署名入りの証明書が添付された。

## トライアンフは・ボンネビルSE
2008年7月のトライアンフ・ディーラーカンファレンスで発表された「SE」（スペシャルエディションの略）は、一体化したスピードメーターとタコメーター、ブラックエンジンに特別なポリッシュ仕上げのアルミカバー、クローム仕上げのトライアンフタンクバッジ、キャストホイール、斜めに持ち上がったサイレンサー、短縮されたマッドガード、そして低く狭いシートを特徴としている。2009年モデルのSEは、マグネシウムホイールと電子点火装置を搭載した最初のトライアンフである1979年モデルのT140Dスペシャルエディションをモチーフにしている。

## トライアンフは・ボンネビル50thアニバーサリースペシャル
2009年、ボンネビルの50周年記念モデルが発売され、売り上げの15%を占めるイギリスでわずか120台、27%を占めるアメリカでもわずかに200台未満が売り出された。ちょうど650台の限定生産となるこのトライアンフ・T100ボンネビルは、1959年を彷彿とさせるメリデンブルーとルシファーオレンジのツートンカラーに手描きのピンストライプが施され、ハンドルクランプにはそれぞれにシリアルナンバーが刻印された真鍮のプレートが取り付けられ、ジョン・ブロアの署名入り証明書が付属していた。